# Leptactea minuta
Leptactea minuta är en fjärilsart som beskrevs av Druce 1885. Leptactea minuta ingår i släktet Leptactea och familjen tandspinnare. Inga underarter finns listade i Catalogue of Life.